# Tewa d'Arizona
Els tewa d'Arizona (també Hopi-Tewa, Tano, Southern Tewa, Hano, Thano) són un grup d'amerindis dels Estats Units tewa pueblo que resideix a la part oriental de la reserva Hopi vora First Mesa al nord-est d'Arizona.

## Sinonímia
El nom Tano és un préstec espanyol d'un vell exònim tewa d'Arizona tʰáánu tééwa. Tano es troba sovint en la literatura antropològica referint-se als avantpassats dels tewa d'Arizona Tewa abans que es traslladessin a territori hopi. El nom Hano, de manera similar, és un préstec de tʰáánu en llengua hopi com a hááno, háánòwɨ, del que en fou anglicitzat. Hano en anglès també es refereix a Tewa Village, un dels principals assentaments tewa d'Arizona. Altres nms històrics són Tamos, Tamones, Atmues, Tanos, Thanos, Tagnos, Janos. Tewa és l'exònim preferit (sobre Hano, Tano, i Hopi-Tewa).

## Història
Els tewa d'Arizona estan relacionats amb les comunitats tewa que viuen a la vall del riu Grande, com els Santa Clara i San Juan. Contràriament a la creença popular, els tewa van arribar a Hopi com un mitjà de protecció per als Hopi dels seus veïns, atacant navajos i apatxes. Els principals assentaments són Tewa Village (Hano) i Polacca que es troben al comtat de Navajo, Arizona (55 milles al nord de Winslow). Una comunitat petita té la seu en el centre governamental hopi de Keams Canyon.
El contacte prolongat amb els pobles hopi ha portat a similituds en l'estructura social amb llur parentiu i el seu sistema d'organització per clans és gairebé idèntica a la dels hopi (els altres grups pueblo tano no tenen clans). No obstant això s'ha conservat el sistema de fraccions dual tewa.

## Idioma
Molts tewa d'Arizona són trilingües en tewa, hopi i anglès. Alguns també parlen Castellà i navajo. El tewa d'Arizona és una varietat lingüística del tewa de la família tano i ha estat influenciat pel hopi (que forma part de la família uto-asteca). El tewa d'Arizona i la parla dels tewa de Río Grande a Nou Mèxic són mútuament intel·ligibles amb dificultat.
El que és remarcable sobre aquesta comunitat lingüística és que la influència de la llengua hopi és extremadament petita en termes de vocabulari. Els parlants de tewa d'Arizona, tot i que són trilingües, mantenen una estricta separació de les llengües (vegeu també alternança de codi). Aquestes actituds de purisme lingüístic poden ser comparades amb altres comunitats de parla tewa a Nou Mèxic, on hi ha hagut molt pocs préstecs de l'Espanyol encara que tewa i espanyol han tingut llargs períodes de contacte i els tewa també eren bilingües en tewa i espanyol.
Tradicionalment els tewa d'Arizona eren traductors per als líders hopi i, per tant, també tenien domini de l'espanyol i del navajo. Això contrasta amb els hopi que en general no parlaven tewa (encara que tenien un domini limitat del navajo).

## Personatges destacats
- Nampeyo, terrissaire
- Fannie Nampeyo, terrissaire, filla de Nampeyo
- Elva Nampeyo, terrissaire, neta of Nampeyo
- Dextra Quotskuyva, terrissaire, besneta de Nampeyo